# Videha

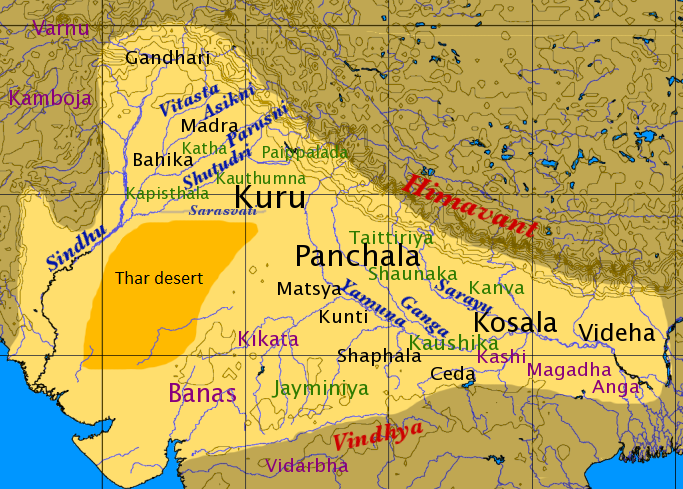
Carte de l'Inde védique

Le royaume de Videha de l'Inde ancienne était situé au Népal à l'est de la rivière Gandaki et à l'ouest de la rivière Koshi, au nord du Gange et au sud de l'Himalaya. Sa capitale est Mithila. Contemporainement, la région est divisée entre l'état du nord de l'Inde du Bihar et le Népal. 
Pendant la période védique tardive (vers -850 à -500), Videha devient un centre culturel et politique dominant de l'Asie du Sud. On pense que les Upanishad, des textes philosophiques qui forment la base théorique de la religion hindoue, ont été produites au centre géographique du brāhmanisme ancien, qui inclut les régions du royaume de Kuru-Panchala et Kosala-Videha.
Raja Janaka (राजा जनक, rājā janaka) est le nom des rois du royaume de Videha. En particulier, le roi Janaka était connu comme roi-philosophe, faisant de sa cour un centre intellectuel pour des sages tels que Yajnavalkya.